# Dudovica
Dudovica (cyr. Дудовица) – wieś w Serbii, w mieście Belgrad, w gminie miejskiej Lazarevac. W 2011 roku liczyła 701 mieszkańców.